# ОШ „Илија Гарашанин” Гроцка
Основна школа „Илија Гарашанин“ са седиштем у Гроцкој налази се у улици Булевар револуције бр.11.

## Историјат школе
Основна школа „Илија Гарашанин“ из Гроцке једна је од најстаријих у Србији, стара око 300 година (III veka) и сматра се да је друга школа у Србији по старости. Први писани подаци о школи у Гроцкој налазе се у записима Аустроугарских истраживача који кажу да се још 1717. године помиње школа у Гроцкој, да би подаци из 1724. године јасно рекли да је тадашњи учитељ у Гроцкој био извесни Гарашанин.
У ближој историји школе стоји да је до 1957. године носила назив “Српска народна школа“ а од 1957. године носи име “Вучко Милићевић“ по револуционару из Грочанског краја. Од августа 2004. године школа носи име “Илија Гарашанин“.
У својој дугој и богатој историји изнедрила је угледне интелектуалце, докторе наука и друге уважене људе у земљи и свету. Данашња школа броји 894 ученика са којима ради 84 запослених, од којих су 34 наставника и професора предметне наставе, 19 наставника / професора разредне наставе, 4 стручна сарадника ( педагог, психолог, библиотекар, логопед). У оквиру школе егзистира и развојно одељење Основне школе „Бошко Буха“ у којем њихов професор /дефектолог пружа стручну помоћ учитељима у раду са децом којој је потребна додатна подршка. Већ 22 године врло успешно у школи ради стоматолошка служба. Међу запосленима у школи су и 21 помоћно-технички радник, 4 административна радника, директор школе и помоћник директора.
Школа спада у ред развијених и уређених школа на подручју Београда. Настава је 70% кабинетска. Сам објекат је грађен пре 36 година, у складу са архитектонским трендовима онога доба.
Значајно је поменути да су годинама наши ученици освајали водећа места на градском и републичком такмичењу из појединих научних дисциплина. Такву традицију настављају и данашње генерације.

## Име школе
Илија Гарашанин (1812-1874) рођен је у Гарашима, од оца Милутина Савића, познатог Карађорђевог устаника и трговца из времена владавине кнеза Милоша. Његово образовање било је слабо па се може рећи да је био самоук. Млад је ступио у државну службу (1834) и обављао разне државне дужности до 1867, кад је пензионисан. Уз Јована Ристића и Николу Пашића, највећи је српски државник 19. века. Био је министар унутрашњих послова за време владе уставобранитеља. У то време је написао државни програм, чувено „Начертаније” и саставио полицијски законик. За друге владавине кнеза Михаила био је председник владе и министар иностраних послова (1861-1867). Његово је и кнез Михаилово дело Први балкански савез. Био је у служби и Обреновића и Карађорђевића. Потајно је живео у уверењу да ће га народ једног дана изабрати за кнеза. Српска држава и њени проблеми били су му основна преокупација. Гарашанин је био висок растом, кошчат и сув, што је Тому Вучића навело да га назове „дугачки хрт”. Један савременик је записао да је „тог човека Бог створио за поглавара земље”, док је другог подсећао на „млетачке сенаторе”. Био је неуморан у вођењу политичких разговора, писањудугих писама, пијењу кафе и пушењу дувана. „Ван државе човек нема живота, нити историје.”